# Exit Deutschland
Exit Deutschland is een door de voormalige Berlijnse neonazi Ingo Hasselbach en de voormalige rechercheur Bernd Wagner in 2000 opgericht initiatief om neonazi's te ondersteunen bij het verlaten van de beweging.
Het initiatief begeleidt en resocialiseert rechts-extremen die hun milieu willen verlaten.